# Pfeiffera ianthothele

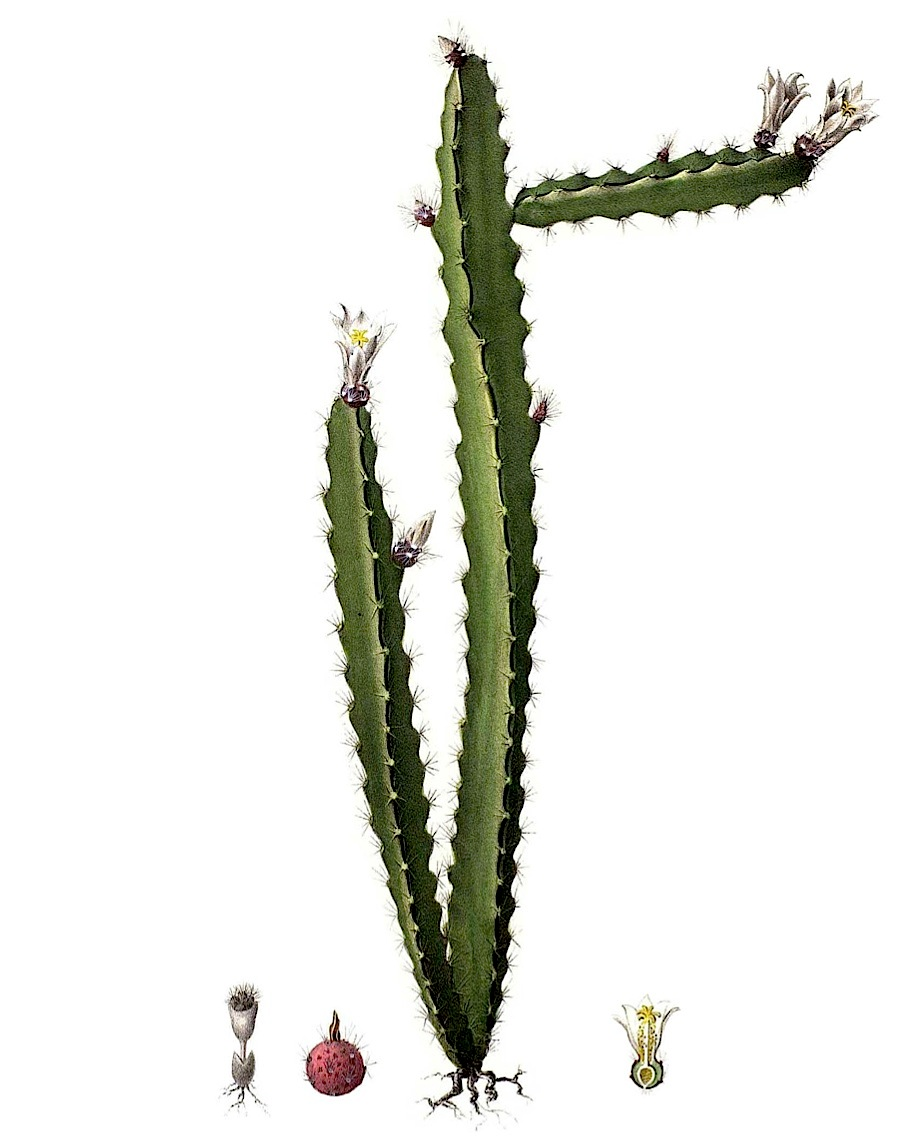
Lepismium ianthothele aus Abbildung und Beschreibung blühender Cacteen 1843

Pfeiffera ianthothele ist eine Pflanzenart aus der Gattung Pfeiffera in der Familie der Kakteengewächse (Cactaceae). Das Artepitheton ianthothele leitet sich von den griechischen Worten ianthos für ‚violett‘ sowie thele für ‚Warze‘ ab und verweist auf die Farbe der gehöckerten Triebsegmente der Art.

## Beschreibung
Pfeiffera ianthothele wächst epiphytisch oder lithophytisch strauchig mit schwachen, ausgebreiteten oder hängenden, mäßig verzweigten, 30 bis 60 Zentimeter langen Trieben. Die meist vierkantigen, manchmal auch dreikantigen, hellgrünen  Triebsegmente weisen Durchmesser von 1,5 bis 2 Zentimeter auf. Ihre Kanten sind gehöckert. Die Areolen tragen sechs bis sieben borstenartige Dornen von 4 bis 5 Millimeter Länge.
Die weißen, gelblichen oder gelegentlich etwas rosafarbenen Blüten erscheinen seitlich oder manchmal endständig. Sie sind 2 bis 2,4 Zentimeter lang. Ihr Perikarpell ist mit Borsten besetzt. Die kugelförmigen Früchte sind violettrosafarben.

## Verbreitung, Systematik und Gefährdung
Pfeiffera ianthothele ist im Südosten Boliviens in den Departamentos Cochabamba, Chuquisaca, Santa Cruz und Tarija sowie im Nordwesten Argentiniens in den Provinzen Jujuy, Salta, Tucumán und Catamarca in Höhenlagen von 500 bis 2000 Metern verbreitet.
Die Erstbeschreibung als Cereus ianthothele erfolgte 1839 durch Hippolyte Boissel de Monville. Frédéric Albert Constantin Weber stellte Art 1898 in die Gattung Pfeiffera. Weitere nomenklatorische Synonyme sind Rhipsalis ianthothele (Monv.) K.Brandegee (1902) und Lepismium ianthothele (Monv.) Barthlott (1987).
In der Roten Liste gefährdeter Arten der IUCN wird die Art als „Least Concern (LC)“, d. h. als nicht gefährdet geführt.

## Nachweise